# Vieja Trova Santiaguera
 (janvier 2020).
Si vous disposez d'ouvrages ou d'articles de référence ou si vous connaissez des sites web de qualité traitant du thème abordé ici, merci de compléter l'article en donnant les références utiles à sa vérifiabilité et en les liant à la section « Notes et références ».
Vieja Trova Santiaguera est un groupe musical cubain créé en 1994 par Amado Machado (1912-1998), Aristóteles Limonta (*1913), Pancho Coba (*1913), (*1918) et Reynaldo Hierrezuelo (*1926).

## Composition
- Reinaldo Hierrezuelo La O - armónico et voix
- Manuel Galbán Torralbas - guitare et voix
- Ricardo Ortiz Verdecia - maracas, güiro et voix
- Reinaldo Creagh Verane - claves et voix
- Aristoteles Raimundo Limonta - Contrebasse et voix

Tous viennent de la région de Santiago de Cuba, ce qui explique l'adjectif Santiaguera, de Santiago.

## Discographie
- Vieja Trova Santiaguera (1994) (NubeNegra/Intuition)
- Gusto y Sabor (1995) (NubeNegra/Intuition)
- Hotel Asturias (1996) (NubeNegra/Intuition)
- La Manigua (1998) (Virgin)
- Domino (2000) (Virgin)
- El Balcón del Adiós (2002) (Virgin)

Manuel Galban a par ailleurs enregistré Mambo Sinuendo avec Ry Cooder.

## Filmographie
Le documentaire Lágrimas negras, réalisé par Sonia Herman Dolz, sorti en 1997, leur est consacré. 